# Norman Solomon
Norman Solomon (Cardiff, 31 maggio 1933) è un rabbino e filosofo britannico, professore di studi ebraici ed ebraismo, attivo inoltre nei rapporti tra cristianesimo ed ebraismo.

## Biografia
Norman Solomon è nato nel Galles, a Cardiff, dove ha frequentato la Scuola Superiore di Cardiff ed il St John's College (Cambridge). È stato ordinato rabbino presso il Collegio Ebraico della London School of Jewish Studies di Londra, ed ha ottenuto il suo Ph.D. alla Università di Manchester. Ha officiato presso le congregazioni ortodosse di Manchester, Liverpool, Londra e Birmingham. È stato successivamente direttore del Centre for the Study of Judaism and Jewish-Christian Relations presso la Federazione dei Collegi Selly Oak a Birmingham e Fellow di Filosofia ebraica moderna allo Oxford Centre for Hebrew and Jewish Studies. È stato inoltre docente di teologia alla Università di Oxford. Detiene attualmente la cattedra di professore di Judaica presso la fondazione Graduate Theological Foundation. Già vicepresidente del World Congress of Faiths, Patrono del International Interfaith Centre e consigliere del International Council of Christians and Jews (ICCJ), è stato un attivo partecipe del dialogo interconfessionale tra cristiani e mussulmani. Ha scritto cinque libri e oltre settanta articoli/saggi su una vasta gamma di problematiche nel campo degli studi ebraici e dei rapporti tra cristiani ed ebrei. È stato anche curatore di diversi volumi in queste due aree disciplinari.

## Opere
- Judaism and World Religion (1991)
- "The Soloveitchik Line (On Interfaith Dialogue)", Dan Cohn-Sherbok (cur.), Problems in Contemporary Jewish Theology, pp. 225–240 (1991)
- The Analytic Movement: Hayyim Soloveitchik and His School (1993)
- A Very Short Introduction to Judaism (1996)
- Judaism: A Brief Insight (1996/2006), trad. (IT)  Ebraismo, Einaudi (2008)
- Historical Dictionary of Judaism (1998)
- The Talmud: A Selection (2009)
- Torah from Heaven (2012)
- Norman Solomon, Richard Harries, Timothy Winter (curatori): Abraham's Children: Jews, Christians and Muslims in Conversation, pp. 9–17, T & T Clark (2005)